# Paramoera mohri
Paramoera mohri är en kräftdjursart som beskrevs av J. L. Barnard 1952. Paramoera mohri ingår i släktet Paramoera och familjen Eusiridae. Inga underarter finns listade i Catalogue of Life.